# ランゲルハンス細胞組織球症
ランゲルハンス細胞組織球症（ランゲルハンスさいぼうそしききゅうしょう、英: Langerhans cell histiocytosis, LCH)は、CD1a陽性の樹状単核球（ランゲルハンス細胞）が異常増殖し、皮膚や他の臓器に浸潤する疾患である。

## 症状
骨、皮膚、歯肉、下垂体、耳、内分泌系、肺、肝、リンパ節が侵される。
全身症状として発熱、体重減少、倦怠感などをきたす。

## 疫学
100,000人あたり年間約0.5〜2人が罹患する。
乳幼児に多いが、3～4割は若年成人例である。一般に男性は女性よりも罹患しやすい。またヒスパニックに多いとされる。
喫煙と強い関連があることが知られており、成人肺LCH例の9割は喫煙者である。

## 原因
BRAF V600E変異によるMAPKinase経路の活性化が認められており、腫瘍性疾患と考えられている。

## 診断
画像診断と生検によって確定される。血液検査では貧血を認め、また白血球・血小板減少がみられる。

## 治療
軽症例は無治療で自然軽快することがある。治療法は手術、放射線療法、化学療法を適宜組み合わせる。

## 歴史
紀元前900‐790年のミイラからLCHの発症の形跡が発見された。 
LCHは以前は「組織球症X」として知られていた。LCHのサブタイプには、慢性多巣性LCH（旧名：ハンド・シューラー・クリスチャン病）、単巣性LCH（旧名：好酸球性肉芽腫症）、多巣性多系統LCH（旧名：レテラー・ジーベ病）、橋本・プリツカー病などがあげられる。